# Eduard Dyckhoff
Eduard Dyckhoff était un joueur d'échecs par correspondance et un théoricien des échecs.

## Joueur d’échecs
Dyckhoff apprend à jouer aux échecs à l’âge de 14 ans. Il a commencé à jouer aux échecs par correspondance dès 1895. Après la Première Guerre mondiale, il a pris une pause et a repris les échecs par correspondance en 1929. Il a remporté le championnat bavarois d'échecs en 1913 et à nouveau en 1942. Il est souvent considéré comme une figure importante dans le développement des échecs par correspondance.

## Journaliste
De 1930 à 1934, il a été rédacteur en chef du magazine d’échecs Fernschach. Il a également travaillé de 1928 à 1933, à la station de radio.

## Apport à la théorie échiquéenne
Il a donné son nom à une variante de la partie espagnole :
1. e4 e5 2. Cf3 Cc6 3. Fb5 f5 4. Cc3 C83
Cette variante est considérée comme la réfutation la plus forte de la défense Schliemann.[réf. nécessaire]

## Juriste
Dyckhoff a obtenu son doctorat en droit de l’université de Wurtzbourg avec la note « summa cum laude ». Il a ensuite travaillé dans plusieurs professions juridiques en tant que procureur, juge, syndic et avocat. Au cours des dernières années de sa vie, il a de nouveau travaillé comme juge.